# Felthorpe
Felthorpe is een civil parish in het bestuurlijke gebied Broadland, in het Engelse graafschap Norfolk met 745 inwoners.